# Semecarpus marginata
Semecarpus marginata är en sumakväxtart som beskrevs av Thw.. Semecarpus marginata ingår i släktet Semecarpus och familjen sumakväxter. Inga underarter finns listade i Catalogue of Life.